# Une femme qui s'affiche
Pour plus de détails, voir Fiche technique et Distribution.
Une femme qui s'affiche (It Should Happen to You) est un film américain de George Cukor sorti en 1954, avec Judy Holliday et Jack Lemmon.

## Synopsis
Gladys Glover, mannequin sans emploi, dépense ses dernières économies pour louer un panneau publicitaire à Columbus Circle, où elle fait écrire son nom en lettres gigantesques. Elle se heurte à Evan Adams III, roi du savon, qui convoite cet emplacement. Gladys devient rapidement une célébrité grâce à cette publicité et est courtisée par Adams. Mais, à figurer dans des publicités dont l'absence d'honnêteté lui déplait, elle comprend que ce n'est pas la voie du bonheur. Elle se réconcilie avec Pete, cinéaste indépendant devenu son voisin de palier et jaloux, et l'épouse.

## Fiche technique
- Titre français : Une femme qui s'affiche
- Titre original : It Should Happen to You
- Réalisation : George Cukor, assisté d'Earl Bellamy
- Production : Fred Kohlmar
- Scénario : Garson Kanin
- Image : Charles Lang
- Musique : Frederick Hollander
- Son : Lodge Cunningham
- Montage : Charles Nelson
- Directeur artistique : John Meehan
- Décors de plateau : William Kiernan
- Costumes : Jean Louis
- Pays de production : États-Unis
- Durée : 86 min
- Format : Noir et blanc
- Dates de sortie :
  - États-Unis : 15 janvier 1954 (New York), Mars 1954
  - France : 2 avril 1954

## Distribution
Bien qu'il soit sorti en 1954, le doublage du film n'a été effectué que dans le courant des années 1970.
- Judy Holliday (VF : Lily Baron) : Gladys Glover
- Peter Lawford (VF : Daniel Gall) : Evan Adams III
- Jack Lemmon : Pete Sheppard
- Michael O'Shea (VF : Jacques Berthier) : Brod Clinton
- Vaughn Taylor : Entrikin
- Connie Gilchrist (VF : Marie Francey) : Mme Riker
- Walter Klavun : Bert Piazza
- Whit Bissell (VF : Jean Berger) : Robert Grau
- Constance Bennett : elle-même
- Ilka Chase (VF : Paule Emanuele) : elle-même
- Wendy Barrie : elle-même
- Melville Cooper (VF : Jean-Henri Chambois) : Dr Manning, membre de jury TV
- Cora Witherspoon (VF : Helena Manson) : la vendeuse chez Macy
- Heywood Hale Broun (VF : Henri Labussière) : l'homme acariâtre allongé dans à Central Park
- Rex Evans (VF : Pierre Tornade) : Con (John en VF) Cooley, le 1er photographe
- Harold J. Kennedy (VF : Yves Massard) : le 2d photographe

Acteurs non crédités
- Merrill McCormick : un invité
- Margaret McWade : une vieille dame chez Macy
- Mary Young : une vieille dame chez Macy

## Commentaires et critiques
- « Dans cette comédie brillante portée par la vitalité de Judy Holliday, Cukor se livre à une critique féroce de la publicité: Gladys ne vend rien d'autre que son nom, ce qui suffit à la rendre célèbre. Mais cette satire est tempérée agréablement par la fine analyse psychologique d'une jeune femme américaine, puritaine, sentimentale et instinctive. Le film évolue entre le constat réaliste ironique et une fantaisie débridée, avec, face à Judy Holliday, un excellent Jack Lemmon en Américain pragmatique[1]. »

## Récompenses et nominations
- Le film a été nommé aux Oscars pour la création des costumes.